# Рава, Павел
Павел Рава (1770, Белосток, Корона Королевства Польского — 25 января 1859, Минск) — минский прелат, управляющий Минским диоцезом (1839—1853).
Учился в Гродно, в иезуитском училище в Полоцке, в семинарии в Смиловичах. После рукоположения в сан священника, помимо прочего, служил капелланом архиепископа Могилевского Станислава Богуша-Сестренцевича.
После смерти епископа Матеуша Липского, в 1839—1853 годах Рава был минским святителем, управлявшим Минской епархией. После расторжения унии в 1839 году он заключил соглашение с бывшим униатским, а затем православным епископом — Антонием Зубко, что все католики латинского обряда, чьи родители были греческого обряда, будут считаться православными с 1798 года  . Российские власти сочли договор большой заслугой, а Павел Рава был «достойным кандидатом» и 5 января 1841 года император Николай I выдвинул его во архиепископы Минские. Однако Рава остался кандидатом, осведомлённый Святой Престол не утвердил его канонически.
В апреле 1843 года он был награжден орденом Св. Владимира III степени. 30 марта 1846 года орден св. Станислава I степени.
Во время пастырства Равы церковные владения, как монастырские, так и приходские, в епархии были утрачены. Он правил до 1853 года, когда Адам Войткевич был возведен на Минскую епархию.

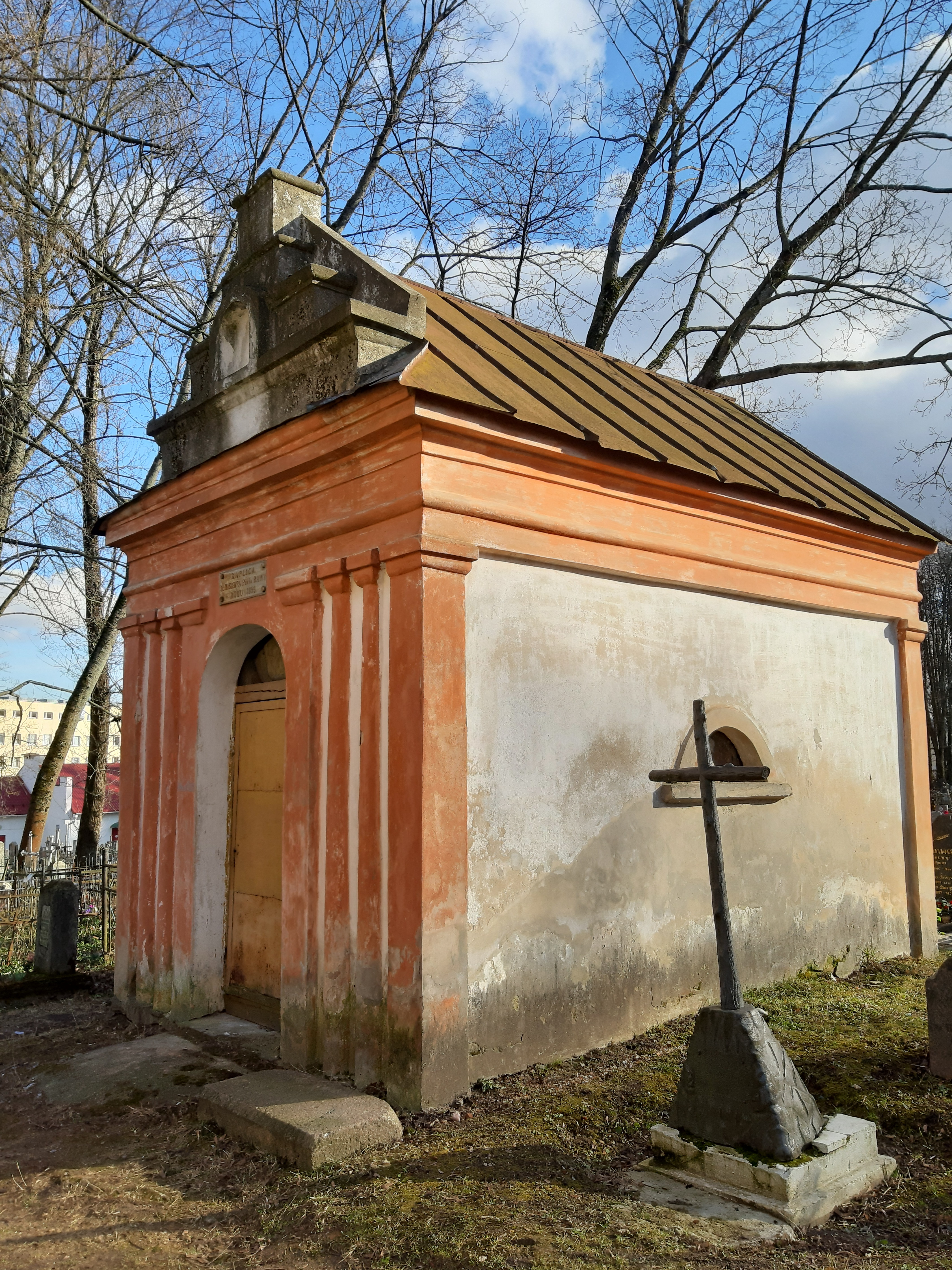
Часовня-усыпальница Павла Равы на Кальварийском кладбище в Минске.

Он остался жить в Минске, умер в 1859 году и был похоронен на Кальварийском кладбище в собственной часовне.
По словам Иосифа Семашка, православного епископа, враждебного католической церкви, и в то же время очень влиятельного, Рава «добрый старец кажется безобидным, если только, учитывая его возраст, он не попадет в плохие руки (poczciwy starzec). zdaje się będzie nieszkodliwy, o ile tylko, принимая во внимание jego lata, nie wpadnie w złe ręcze)» . Мацей Воланчевский, епископ Жамойтский, охарактеризовал его как «недальновидного человека», но «его просят, и может пробудиться в нем дух католической веры» . Александр Ельский охарактеризовал Раву как «очень посредственного, пассивного человека, персону грата, как его называли власти» . Тадеуш Корзан упомянул анекдот о старческой немощи святителя, который, словно задремав, подписался «Равель Павлин» (Raweł Pawlin) . Обычно за кафедрой он сидел среди почетных мест, в одной черной рясе, даже в стужу, рискуя болезнью, но выставляя напоказ звезду Российского ордена  .
Историк церковных отношений Святого Престола с Россией Адриан Буду критически оценивал Раву, «пожилого, бледнолицего человека, лишенного разума и характера (starzec zgrzybiały, pozwawiony inteligencji i charakter)» .
Игнат Легатович написал эпитафию-эпиграмму на похороны Равы.

Здесь лежит тело, что когда-то в кафедральном соборе сидела.
Так в чем тут разница должна быть?
В том, что раньше сидела, а теперь лежит.